# Puchar Challenge w piłce siatkowej mężczyzn (2022/2023)/Półfinały
Artykuł stanowi zestawienie wyników półfinałów Pucharu Challenge w piłce siatkowej mężczyzn w sezonie 2022/2023. W półfinałach uczestniczyły 4 drużyny, które awansowały z ćwierćfinałów, tj. Maccabi Yaadim Tel Awiw, AJ Fonte Bastardo, Olympiakos SFP oraz Panathinaikos AO.
Pierwszą parę półfinałową utworzyły zespoły Maccabi Yaadim Tel Awiw i AJ Fonte Bastardo. Pierwszy mecz w tej parze odbył się 7 lutego w Tel Awiwie i zakończył się zwycięstwem izraelskiego klubu 3:1. Drugie spotkanie miało miejsce 15 lutego w Praia da Vitória. Zakończył się ono zwycięstwem portugalskiego zespołu 3:2, jednak ze względu na większą liczbę zdobytych punktów meczowych, do finału awansowało Maccabi.
W drugiej parze półfinałowej rywalizowały dwa greckie kluby, tj. Olympiakos SFP i Panathinaikos AO. W pierwszym meczu, który został rozegrany 7 lutego w Ajos Joanis Rendis, zwyciężył Panathinaikos 3:1. Pierwotnie mecz rewanżowy miał się odbyć 15 lutego o godz. 19:00. Przed rozpoczęciem spotkania doszło do starcia między kibicami Panathinaikosu a policją. Sędziowie w porozumieniu z Europejską Konfederacją Piłki Siatkowej i grecką policją uznali, że spotkanie zostanie przeniesione na 16 lutego i odbędzie się bez udziału publiczności. Mecz zakończył się wygraną Olympiakosu 3:1, tym samym o awansie do finału zdecydował złoty set, w którym również triumfował klub z Pireusu.

## Drużyny uczestniczące
W półfinałach Pucharu Challenge uczestniczyły dwa kluby z Grecji, tj. Panathinaikos AO i Olympiakos SFP oraz Maccabi Yaadim Tel Awiw i AJ Fonte Bastardo. Pary meczowe powstały na podstawie diagramu utworzonego w drodze losowania przed początkiem rozgrywek.
| Federacja  | Drużyna 1               |
| ---------- | ----------------------- |
| Grecja     | Panathinaikos AO        |
| Grecja     | Olympiakos SFP          |
| Izrael     | Maccabi Yaadim Tel Awiw |
| Portugalia | AJ Fonte Bastardo       |

## Tabela wyników
| Drużyna 1               | Punkty | Drużyna 2         | Mecz 1 | Mecz 2 | Złoty set |
| ----------------------- | ------ | ----------------- | ------ | ------ | --------- |
| Maccabi Yaadim Tel Awiw | 4 – 2  | AJ Fonte Bastardo | 3:1    | 2:3    |           |
| Olympiakos SFP          | 3 – 3  | Panathinaikos AO  | 1:3    | 3:1    | 15:6      |

## Wyniki spotkań
|  | Maccabi Yaadim Tel Awiw | 4 – 2 | AJ Fonte Bastardo |  |

| 07.02.2023 20:00 (UTC+2) | Maccabi Yaadim Tel Awiw Aleksandr Safonow 20 pkt | 3:1 (24:26, 25:21, 25:18, 25:23) raport | AJ Fonte Bastardo Edson Valencia 33 pkt | Narodowe Centrum Sportu, Tel Awiw Widzów: 1100 Sędziowie: Ljubomir Sirakow i Mauro Goitre |

| 15.02.2023 20:30 (UTC-1) | AJ Fonte Bastardo Edson Valencia 18 pkt | 3:2 (25:18, 23:25, 22:25, 25:23, 15:10) raport | Maccabi Yaadim Tel Awiw Gianluca Grasso 17 pkt | Complexo Desportivo Vitorino Nemésio, Praia da Vitória Widzów: 650 Sędziowie: Maciej Maciejewski i Paul Herbots |

|  | Olympiakos SFP | 3 – 3 | Panathinaikos AO |  |

| 07.02.2023 20:00 (UTC+2) | Olympiakos SFP Tonček Štern 25 pkt | 1:3 (25:21, 21:25, 23:25, 24:26) raport | Panathinaikos AO Jiří Kovář 26 pkt | Hala sportowa «Melina Merkuri», Ajos Joanis Rendis Widzów: 1500 Sędziowie: Aleksandros Milonakis i Nikos Frangakis |

| 16.02.2023 14:30 (UTC+2) | Panathinaikos AO Jiří Kovář 22 pkt | 1:3 (25:22, 25:27, 21:25, 17:25) raport | Olympiakos SFP Salvador Hidalgo Oliva 22 pkt | Hala sportowa «Ajiu Toma», Amarusion Widzów: 0 Sędziowie: Epaminondas Jerotodoros i Aleksandros Awramidis |

|  | Panathinaikos AO | złoty set: 6:15 | Olympiakos SFP |  |